# 印度斯坦

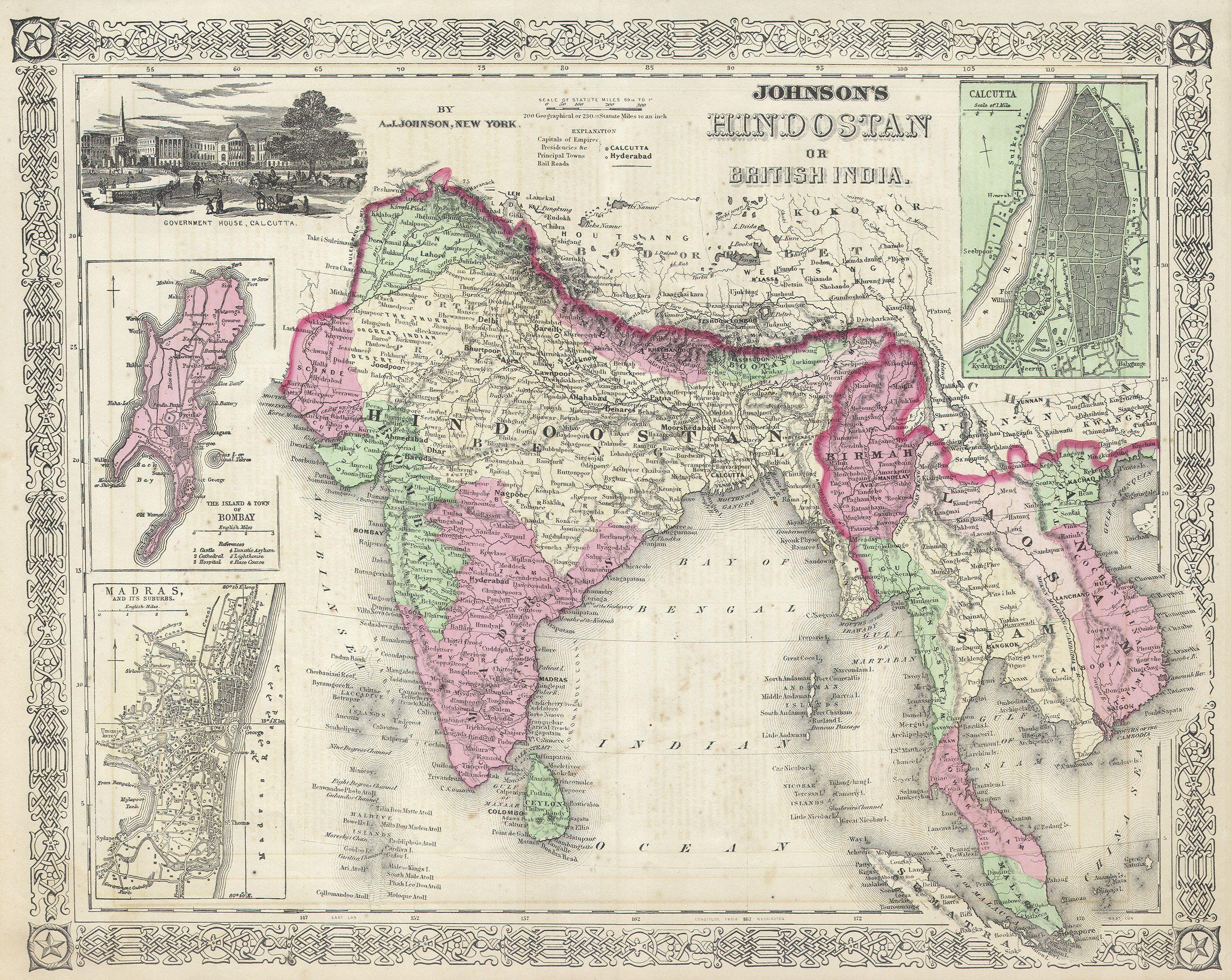

印度斯坦（IAST：Hindustān）又譯「兴都斯坦」、「痕都斯坦」，是特指印度次大陸北部以及西北部的一個常用地理名詞，字面意為「兴都教徒之地」。在該地區範圍內生活的南亞民族一般被稱作「印度斯坦人」，多以印地語、烏爾都語或其它方言土話（如旁遮普語、克什米爾語等等）為主要溝通語言，統稱「印度斯坦語」。當代地名若加上「斯坦」一詞，則是指當地伊斯蘭化趨勢。廣義的印度斯坦又稱「伊斯蘭的印度」，是在12世紀穆斯林入侵印度後才開始廣泛使用。它跟另一個名詞婆羅多（Bharat）相反，廣義的婆羅多又稱「印度本土宗教的印度」，婆羅多於1950年甚至被選為印度的替代名稱。印度斯坦和婆羅多的地理名詞範圍也幾乎一模一樣都是指北印度。

## 中国古籍
元代《岛夷志略》中称为忻都州，《元史》作忻都。清代称“痕都斯坦”、“温都斯坦”等，其中“痕都斯坦”为清朝乾隆帝按照藏语及回语发音亲自考证确定的中文译名，一度用来指统治几乎整个印度次大陸的莫卧儿帝国。

## 地理
“印度斯坦”此词现在有着不同的含义。然而历史上通常指北印度的印度河-恒河平原，大致在喜马拉雅山脉、温迪亚山脉以及巴基斯坦的印度河盆地之间。
而目前此词则可以用于指代以下两个地理区域的不同方面（族群、语言等）：中世纪时期的印度河盆地（今巴基斯坦），或者北印度温迪亚山脉以及喜马拉雅山脉之间、亚穆纳河以东、以西的印度斯坦语通行区。此简称经常会出现在印度国内一些国家主义色彩浓重的致辞中。例如印度经常使用的一个词，Jai Hind（意思为“印度万岁”）就是Jai Hindustan Ki的缩写。蘇巴斯·錢德拉·鮑斯在印度独立运动中，就经常在Azad Hind Radio（自由印度电台）上推广使用这个词。印度军队的战吼就频繁使用“印度斯坦”来作为致辞，将军的公众演讲亦用这个词来收尾。
在18世紀，尼泊爾沙阿王朝自稱Asal Hindustan（真正的印度教土地），區別於被穆斯林統治的北印度。

## 族群
对于印度的印度斯坦语使用者来说，这个名词通常就指印度人，与宗教无关。而对于非印度斯坦语使用者而言，例如孟加拉语使用者，这个名词有时指的是来自上恒河地区的人，同样与宗教无关，更多的是一种地理上的概念。
“印度斯坦人”有时可以指“南亚人”（例如毛里求斯和苏里南的南亚裔就会用这个词来表示自己的种族）。
至于在巴基斯坦，印度斯坦实际上指的就是现在的印度共和国。多数印度人亦会这样代称自己的国家，不过有时候亦会用其他代称，例如巴拉特（意思即婆罗多国）。